# Rotterdam Open 2001
Il Rotterdam Open 2001, conosciuto anche con il nome di ABN AMRO World Tennis Tournament 2001 per ragioni di sponsorizzazione, è stato un torneo di tennis giocato sul cemento indoor. È stata la 28ª edizione del Rotterdam Open, che fa parte della categoria International Series Gold nell'ambito dell'ATP Tour 2001. Si è giocato all'Ahoy Rotterdam indoor sporting arena di Rotterdam in Olanda Meridionale, dal 19 al 25 febbraio 2001.

## Campioni

### Singolare
Nicolas Escudé ha battuto in finale  Roger Federer con il punteggio di 7–5, 3–6, 7–6(5)

### Doppio
Jonas Björkman /  Roger Federer hanno battuto in finale  Petr Pála /  Pavel Vízner con il punteggio di 6–3, 6–0